# 앙상블 캐스트
군상극(群像劇). 드라마 및 연극 제작 분야에서, 앙상블 캐스트(ensemble cast)란  거의 비슷한 비중으로 여러 배우들을 배역(cast 캐스트[*])하는 것을 말한다.
텔레비전 연속극에서 이러한 앙상블 캐스트가 활발히 행해지고 있다. 상황에 따라서, 여러 에피소드(episode) 중 각 에피소드마다 각각의 극중 인물에 집중하여 이야기를 유연하게 풀어 나갈 수 있기 때문이다. 다시 말해, 한 에피소드에서는 "철수"란 인물에, 다른 에피소드에서는 "영희"란 인물에 집중하여 이야기를 풀어나갈 수 있다는 말이다. 또한, 새로운 인물을 극에 끌어들이는 것이 비교적 쉽다. 스타 배우가 연속극(series)을 떠나더라도 유연하게 대처할 수 있다. 
일부 영화에서도 앙상블 캐스트가 행해진다. 보통 매우 큰 한 가지 주제에 관련한 캐스트이다. 예를 들어 《반지의 제왕 시리즈》라든지, 《스타워즈》와 같은 것들이다. 혹은 극중인물에 대한 개별적인 하위 줄거리(subplots)를 관통하는 서로 관련된 주제에 대해서 앙상블 캐스트가 행해진다. 예를 들어 《러브 액츄얼리》, 《크래시》같은 것들이다.
미국 내에는 앙상블 캐스트에 관한 상으로서, 내셔널 보드 오브 리뷰가 수여하는 배역상 및 영화 배우 조합(Screen Actors Guild)가 수여하는 최고 연기상이 있다.

## 앙상블 캐스트를 채택한 텔레비전 연속극
다음은 앙상블 캐스트를 행한 텔레비전 연속극(텔레비전 시리즈)이다. 주로 미국 지역에서 제작된 시리즈들이다.
- 《30 록》
- 《세븐스 헤븐》
- 《본즈》
- 《앨리 맥빌》
- 《못말리는 패밀리》
- 《바빌론 5》
- 《배틀스타 갈락티카 (2004년 TV 시리즈)》
- 《Beverly Hills, 90210》
- 《보스톤 퍼블릭》
- 《브라더후드》
- 《브라더스 & 시스터스》
- 《참드》
- 《치어스》
- 《시카고 호프》
- 《크로싱 조던》
- 《CSI과학수사대》
- 《CSI마이애미》
- 《CSI뉴욕》
- 《Dallas》
- 《도슨스 크릭》
- 《데드우드》
- 《Degrassi: The Next Generation》
- 《위기의 주부들》
- 《Earth 2》
- 《안투라지》
- 《ER (드라마)》
- 《파이어플라이》
- 《프렌즈》
- 《가십 걸》
- 《그레이 아나토미》
- 《히어로즈 (드라마)》
- 《힐 스트리트 블루스》
- 《존 프롬 신시내티》
- 《Knots Landing》
- 《L.A. Law》
- 《라스베가스 (TV 시리즈)》
- 《로 앤 오더》
- 《로스트》
- 《Maging Sino Ka Man》
- 《Meteor Garden》
- 《기동전사 건담00》
- 《My So-Called Life》
- 《NCIS (드라마)》
- 《Neighbours》
- 《NewsRadio》
- 《Northern Exposure》
- 《Oz》
- 《Picket Fences》
- 《프라이빗 프랙티스》
- 《Reba》
- 《스크럽스》[1]
- 《Skins》
- 《식스 피트 언더》
- 《사우스 파크》
- 《스포츠 나이트》
- 《세인트 엘스웨어》
- 《스타게이트 SG-1》
- 《스타게이트 아틀란티스》
- 《Star Trek: The Next Generation》
- 《Star Trek: Deep Space Nine》
- 《Star Trek: Voyager》
- 《Star Trek: Enterprise》
- 《스튜디오 60》
- 《Super Sentai》
- 《오피스》
- 《소프라노스》
- 《웨스트 윙》
- 《The Wire》
- 《Trailer Park Boys》
- 《서드 와치》
- 《서티섬싱》
- 《윌 앤 그레이스》
- 《위즈》
- 《WKRP 인 신시내티》

## 같이 보기
- 폴리포니 (문학)
- 옴니버스